# Eppersdorf (Gemeinde Brückl)
Eppersdorf (mundartlich auch St. Peter genannt) ist eine Ortschaft in der Gemeinde Brückl im Bezirk Sankt Veit an der Glan in Kärnten. Die Ortschaft hat 59 Einwohner (Stand 1. Jänner 2025).

## Lage

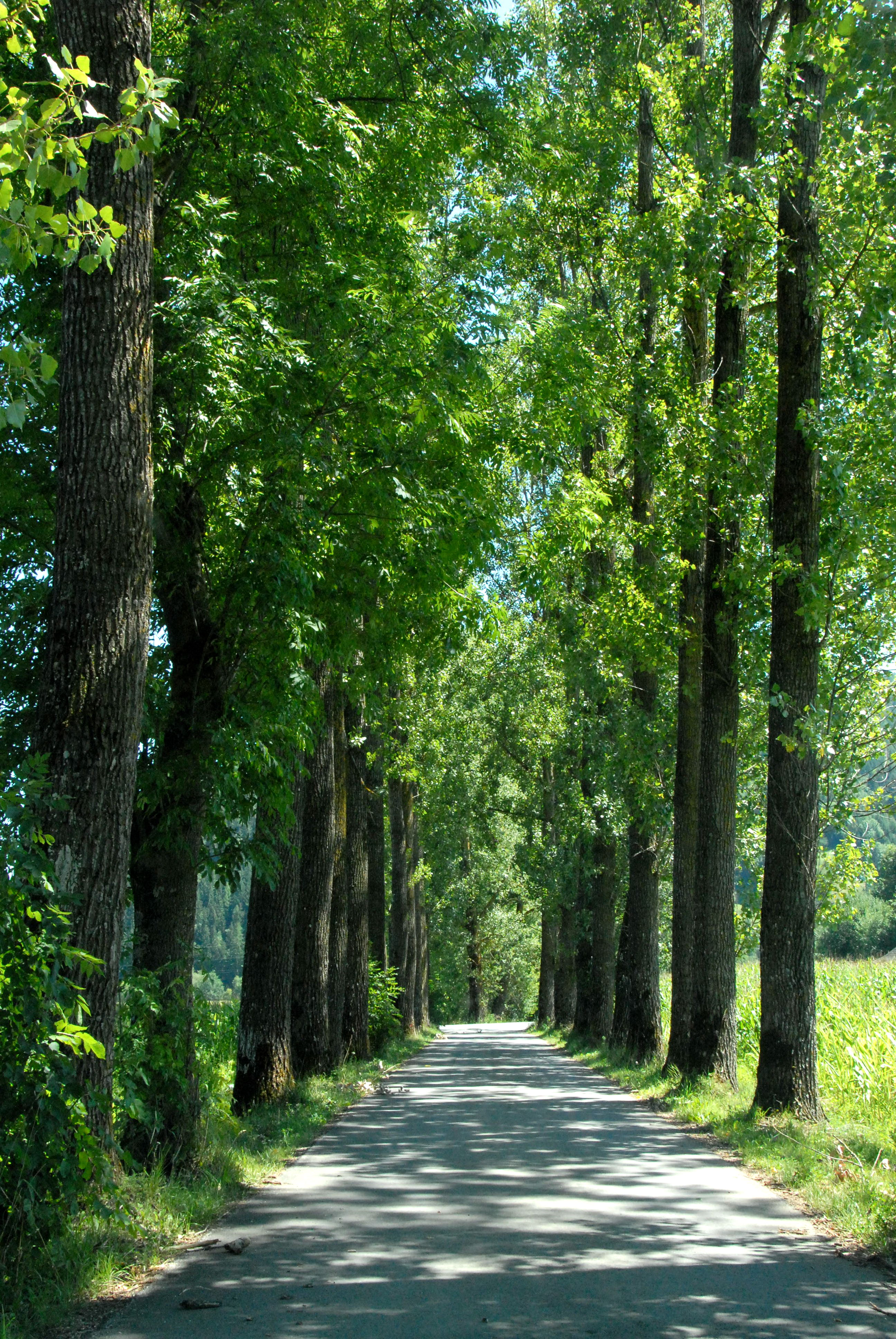
Allee von Eppersdorf

Die Ortschaft liegt im Südosten des Bezirks Sankt Veit, auf dem Gebiet der Katastralgemeinde St. Filippen, im Norden des Klagenfurter Felds, am Fuße des Ochskogels.

## Geschichte
1223 wird Geppendorf (Bedeutung: Dorf des Geppo) urkundlich erwähnt.
Die Filialkirche St. Peter und Paul wurde in der zweiten Hälfte des 15. Jahrhunderts errichtet. Schloss Eppersdorf stammt aus dem 17. Jahrhundert.
In der ersten Hälfte des 19. Jahrhunderts gehörte der Ort zum Steuerbezirk Osterwitz. Bei Gründung der Ortsgemeinden im Zuge der Reformen nach der Revolution 1848/49 kam Eppersdorf an die Gemeinde St. Filippen. Seit der Gemeindezusammenlegung 1865 gehört der Ort zur Gemeinde Brückl, die bis 1915 den Namen St. Johann am Brückl führte. In den Ortsverzeichnissen 1910 und 1923 wurde der Ort als St. Peter geführt und in zwei Ortschaftsbestandteile (St. Peter und Eppersdorf) aufgeteilt.

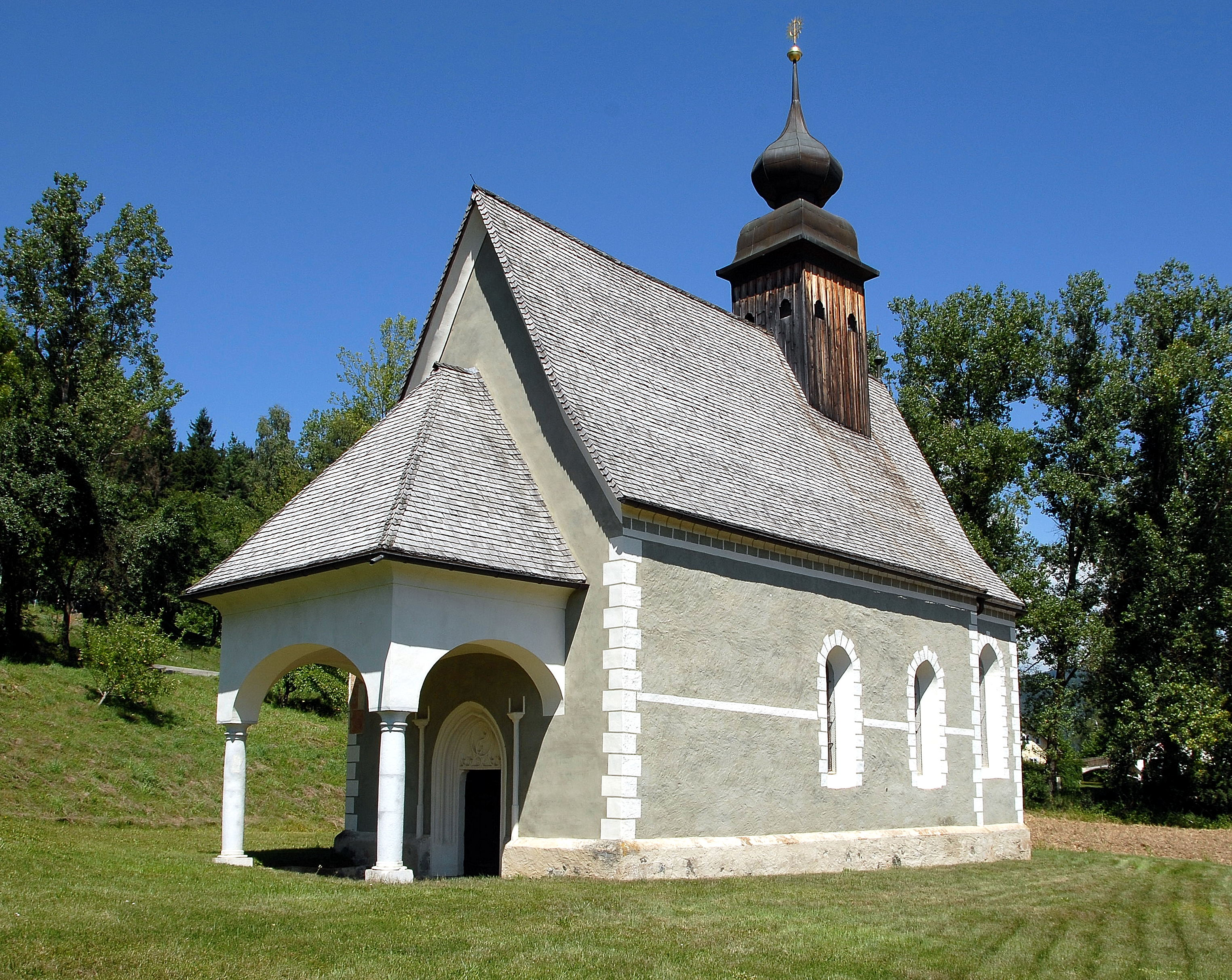
Kirche von Eppersdorf

## Bevölkerungsentwicklung
Für den Ort ermittelte man folgende Einwohnerzahlen:
- 1869: 8 Häuser, 97 Einwohner[3]
- 1880: 7 Häuser, 91 Einwohner[4]
- 1890: 9 Häuser, 96 Einwohner[5][6]
- 1910: 14 Häuser, 107 Einwohner

(als Ortschaft St. Peter geführt; davon Ortschaftsbestandteil St. Peter 9 Häuser, 53 Einwohner; Eppersdorf 5 Häuser, 54 Einwohner)
- 1923: 14 Häuser, 92 Einwohner

(als Ortschaft St. Peter geführt; davon Ortschaftsbestandteil St. Peter 5 Häuser, 40 Einwohner; Eppersdorf 9 Häuser, 52 Einwohner)
- 1934: 88 Einwohner[9]
- 1961: 19 Häuser, 94 Einwohner[10]
- 2001: 24 Gebäude (davon 23 mit Hauptwohnsitz) mit 28 Wohnungen; 79 Einwohner und 4 Nebenwohnsitzfälle; 27 Haushalte; 0 Arbeitsstätten, 6 land- und forstwirtschaftliche Betriebe[11]
- 2011: 25 Gebäude, 73 Einwohner, 26 Haushalte, 1 Arbeitsstätte[12]
- 2021: 25 Gebäude, 59 Einwohner, 27 Haushalte, 4 Arbeitsstätten[13]